# Sycaonia rubrosicarius
Sycaonia rubrosicarius är en stekelart som beskrevs av Heinrich 1980. Sycaonia rubrosicarius ingår i släktet Sycaonia, och familjen brokparasitsteklar. Inga underarter finns listade.